# فيل هال (شاعر)
فيل هال هو شاعر كندي، ولد في 1953.